# Sceloporus spinosus
Espèce
Statut de conservation UICN

 LC  : Préoccupation mineure

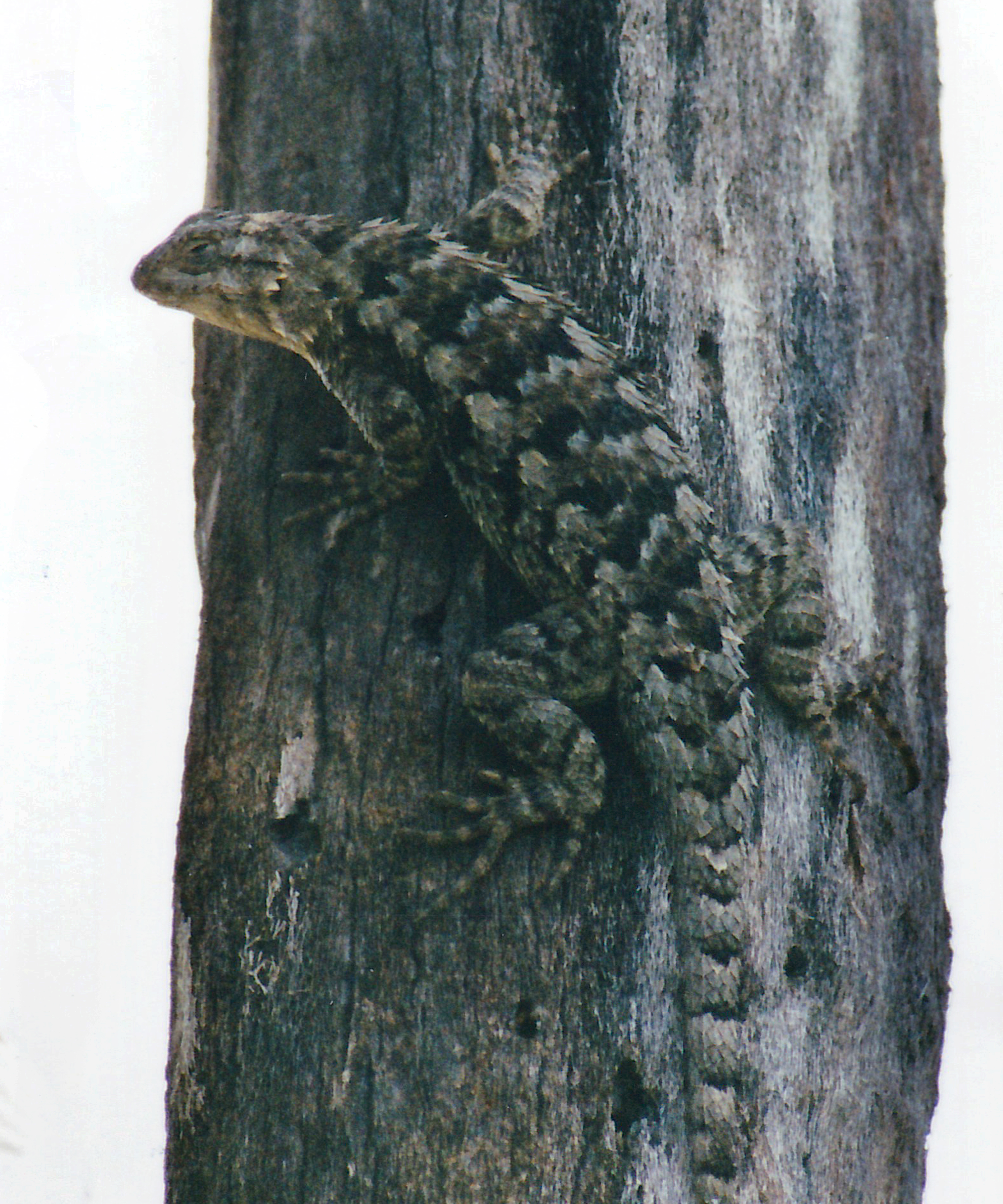
Sceloporus spinosus.

Sceloporus spinosus est une espèce de sauriens de la famille des Phrynosomatidae.

## Répartition
Cette espèce est endémique du Mexique.

## Liste des sous-espèces
Selon The Reptile Database (21 février 2013) :
- Sceloporus spinosus apicalis Smith & Smith, 1951
- Sceloporus spinosus caeruleopunctatus Smith, 1936
- Sceloporus spinosus spinosus Wiegmann, 1828

## Publications originales
- Smith, 1938 : Description of a new Mexican subspecies of Sceloporus spinosus Wiegmann (Lacertilia). University of Kansas science bulletin, vol. 24, no 18, p. 469-473 (texte intégral).
- Smith & Smith, 1951 : A new Lizard (Sceloporus) from Oaxaca, Mexico. Proceedings of the Biological Society of Washington, vol. 64, p. 101-104 (texte intégral).
- Wiegmann, 1828 : Beyträge zur Amphibienkunde. Isis von Oken, vol. 21, no 4, p. 364-383 (texte intégral).